# Reichsorganisation der Hausfrauen Österreichs
Die Reichsorganisation der Hausfrauen Österreichs (ROHÖ) war eine Frauen- und Verbraucherinnenorganisation mit Sitz in Wien, die von 1910 bis 1938 existierte. Sie gehörte zu den mitgliederstärksten Frauenorganisationen in Österreich. Als ihr offizielles Organ gab sie die Monatszeitschrift Die Österreichische Hausfrau heraus.

## Geschichte

### Gründung und Sitz
Zur Gründung der Organisation kam es anlässlich eines Fleischboykotts, der im Sommer 1910 in Krems an der Donau von Frauen organisiert wurde, um so gegen die zunehmende Lebensmittelteuerung zu protestieren. Diese wandten sich mit der Bitte um Unterstützung an eine Gruppe von Wienerinnen, die sich seit kurzem mit der Teuerungsproblematik beschäftigte. Daraufhin konstituierte sich in Wien im Herbst 1910 die Reichsorganisation der Hausfrauen Österreichs. Die ROHÖ wurde zunächst kurzzeitig von der Funktionärin Else Beer-Angerer geleitet, die unter anderem auch Mitglied im Ersten Wiener Consum-Verein war, bevor im Folgejahr Helene Granitsch die Präsidentschaft übernahm. Zu den Gründungsmitgliedern gehörte weiters Fanny Freund-Marcus, die später einige Jahre als Präsidentin der ROHÖ amtierte. Der Sitz der Organisation befand sich 1911 in der Veitlissengasse 9 in Wien-Hietzing und ab 1921 in der Nibelungengasse 7 im 1. Bezirk Innere Stadt.

### Ziele und Aktivitäten
Die Reichsorganisation der Hausfrauen Österreichs war der wichtigste Vertreter bürgerlicher Konsumentinnen-Zusammenschlüsse in Österreich. Diese handelten im Unterschied zu Konsumgenossenschaften mit gemeinwirtschaftlichem Konzept innerhalb privatkapitalistischer Strukturen. Insbesondere als Verbraucherinnenorganisation war die ROHÖ Teil der Bestrebungen des Mittelstands, seine Situation durch Selbsthilfe-Aktionen zu verbessern.
Die ROHÖ rief angesichts steigender Lebensmittelpreise und anderer zunehmender finanzieller Belastungen wie Steuern und Zölle die Hausfrauen zur Selbsthilfe auf. Sie sollten sich organisieren und durch die so gewonnene Macht Einfluss nehmen auf Gesetzgeber, Behörden und Verwaltung, so dass diese sich verstärkt um die Wohlfahrt und insbesondere die Verbilligung der Lebensmittel bemühen würden. So schrieb Freund-Marcus 1910 in der Juni-Ausgabe der feministischen Zeitung Neues Frauenleben mit Blick auf die bevorstehende Gründung der ROHÖ: 

„Die Hausfrauen aller Nationen, aller Stände sollen sich organisieren und dadurch mithelfen, wieder lebensmögliche Erhaltungsbedingungen zu schaffen! Der Wert einer solchen Organisation muss ihnen klar gemacht werden, sie müssen verstehen lernen, welche Macht sie ausüben könnten, wenn sie die Fähigkeit in geschlossener Masse zu wirken, ausnützen würden.“

Als ein Vorhaben der ROHÖ führte Freund-Marcus die wissenschaftliche Erforschung der Marktverhältnisse an, die dann als Grundlage für wirtschaftspolitische Maßnahmen dienen würden. Es sollten unter anderem Preisvereinbarungen mit Handel und Produzenten getroffen und Einkaufs- und Verwertungsgenossenschaften gebildet werden. Die kontinuierliche Beobachtung von Preisbewegungen und Veröffentlichung der Vergleichsdaten sollte die Hausfrauen über angemessene Preise aufklären. Auch strebte die ROHÖ den allgemeinen Anschluss der Hausfrauen an bereits bestehende Vereinigungen an.
Die ROHÖ ermöglichte ihren Mitgliedern günstige Einkaufsmöglichkeiten, sowohl durch Absprachen mit Herstellern und Ladengeschäften als auch dadurch, dass sie den Warenhandel zwischen den Frauen selbst koordinierte. In Wien unterhielt sie eine Lebensmittelabgabestelle mit preiswerten Angeboten unter Berücksichtigung der Bedürftigkeit. Sie bot unter anderem auch Handarbeits- und Hauswirtschaftskurse an, Hortbetreuung, Rechtsberatung sowie Vermittlung von Haushaltshilfen und Schrebergärten.
Während des Ersten Weltkrieges organisierte die ROHÖ als erste Frauenorganisation eine Reihe von Frauenhilfsaktionen. Sie unterstützte Frauen bei der Arbeitssuche und ermöglichte ihnen neue Verdienstmöglichkeiten durch die Einrichtung von Arbeitsstuben, die Aufträge der Armee (z. B. Näh- und Strickarbeiten) umsetzten.
Die Reichsorganisation der Hausfrauen gab von 1921 bis 1925 das Rohö-Frauenblatt bzw. Rohö-Flugblatt als ihr offizielles Organ heraus. Nachfolger war von 1925 bis 1938 die Monatszeitschrift Die Hausfrau bzw. Die Österreichische Hausfrau.

### Mitgliedszahlen und Ortsgruppen
Die Reichsorganisation der Hausfrauen Österreichs hatte mit ihrem Programm Erfolg und entwickelte sich zu einer der mitgliederstärksten Frauenorganisationen in Österreich. So konnte sie in Wien innerhalb von drei Jahren seit der Gründung über 10.000 Mitglieder gewinnen. Österreichweit gehörten ihr während des Ersten Weltkrieges ca. 30.000 Mitglieder an. 1921 war die ROHÖ der größte Bundesverein des Bundes Österreichischer Frauenvereine.
Neben dem Hauptverein bildeten sich Ortsgruppen in Wien (ab 1917, zudem gab es dort auch Bezirksgruppen) und anderen Gemeinden, darunter Altlengbach, Baden, Deutsch-Wagram, Graz (1913–1929), Innsbruck (1915–1921), Klosterneuburg, Korneuburg, Lilienfeld, Mödling, Netz, Perchtoldsdorf, Salzburg (bis 1921), St. Pölten, Stockerau, Tulln und Vöslau.
Die Innsbrucker Ortsgruppe wurde 1915 unter anderem auf Initiative von Virginia Brunner hin gegründet, um ihre Mitglieder durch Ausschaltung des Zwischenhandels mit billigeren Lebensmittel zu versorgen. Sie verlor allerdings nach Ende des Ersten Weltkriegs viele Mitglieder und löste sich 1921 wegen Personalmangel auf. Andere Gruppen verließen in Folge des zunehmenden Antisemitismus ihrer Mitglieder die ROHÖ. Hierzu gehörte die Ortsgruppe Salzburg, welche 1921 die „ganze jüdische Leitung“ der ROHÖ-Zentrale als Grund für ihren Austritt angab und stattdessen dem deutschnationalen Verein Deutsche Frauenhilfe beitrat, zu dem nur Frauen mit „deutscher Abstammung“ als Mitglieder zugelassen waren.

### Kritik, Angriffe und Auflösung
Die Reichsorganisation der Hausfrauen Österreichs war Kritik aus verschiedenen Richtungen ausgesetzt. Zum Teil stammte diese aus dem radikaleren Flügel der bürgerlichen Frauenbewegung, der das Konzept einer „Hausfrauenbewegung“ kritisch beurteilte. Daneben erfuhr die ROHÖ auch frauenfeindliche und antisemitische Angriffe. Anzeichen für Antisemitismus gab es bereits 1916, als Deutschnationale versuchten, die Generalversammlung zu sprengen, nachdem der Versuch einer Umbenennung in Reichsverband deutscher Hausfrauen Österreichs gescheitert war. Anfang der 1920er Jahre führten Wiener Kaufleute antisemitische Attacken auf die ROHÖ und insbesondere deren Präsidentin Fanny Freund-Marcus aus. Auch innerhalb der ROHÖ selbst kam es vermehrt zu antisemitisch motivierter Kritik und Austritt von Mitgliedern. 1938 wurde die ROHÖ aufgelöst.

## Persönlichkeiten

### Präsidentinnen
- Elsa Beer-Angerer (1910–1911)
- Helene Granitsch (1911–1920)
- Therese Ferjancic-Gilka (1920)
- Fanny Freund-Marcus (1920(?)–1929)
- Amalie Geringer

### Weitere Mitglieder (Auswahl)
- Virginia Brunner, Gründerin der Innsbrucker Ortsgruppe
- Stephanie Endlicher, Vizepräsidentin
- Ernestine von Fürth, Ehrenmitglied, Frauenrechtlerin
- Marianne Hainisch, Ehrenmitglied, Begründerin der Frauenbewegung in Österreich
- Adele Hirschenhauser, Vizepräsidentin (1933)
- Aurelie Obermayer, Ehrenmitglied, Autorin, Kunststrickerin